# Midland megye (Michigan)
Midland megye az Amerikai Egyesült Államokban, azon belül Michigan államban található. Megyeszékhelye és legnagyobb városa Midland. Lakosainak száma 83 494 fő (2020. április 1.). Midland megye Gladwin, Gratiot, Bay, Saginaw, Clare és Isabella megyékkel határos.

## Népesség
A megye népességének változása:
| Lakosok száma | 83 658 | 84 048 | 83 945 | 83 919 | 83 632 | 83 494 |
|               | 2010   | 2011   | 2012   | 2013   | 2015   | 2020   |